# Isopogon teretifolius
Isopogon scabriusculus (лат.) — кустарник, вид рода Изопогон (Isopogon) семейства Протейные (Proteaceae), эндемик юго-запада Западной Австралии. Прямостоячий кустарник с цилиндрическими, иногда ветвистыми листьями и приплюснутыми шаровидными цветочными головками опушённых розоватых цветков.

## Ботаническое описание

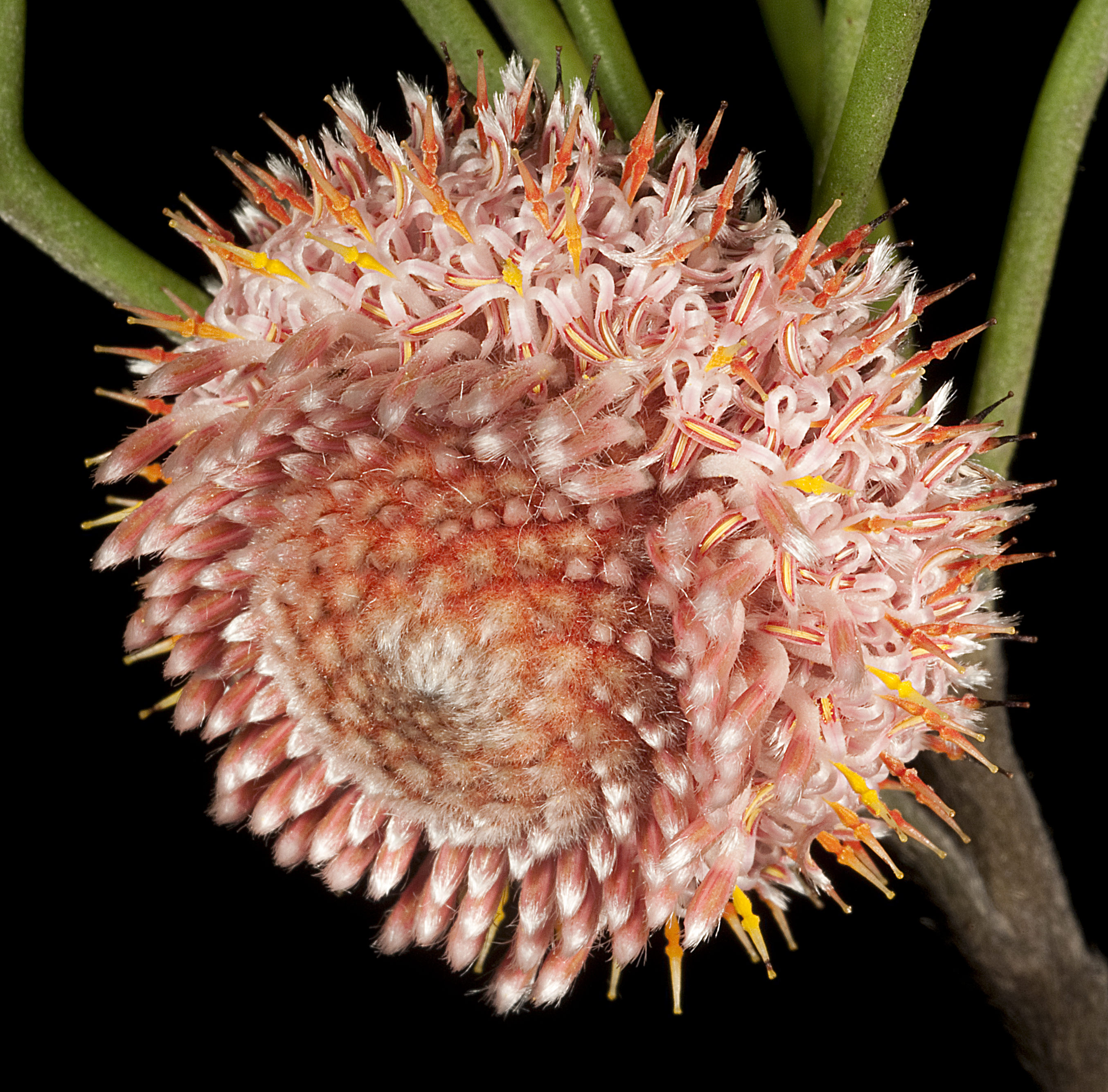
Соцветие

Isopogon teretifolius — прямостоячий кустарник высотой до 0,5-2 м с опушёнными от бледных до серовато-коричневых веток. Листья цилиндрические, 25-100 мм в длину, иногда перисто-разделённые, лист и сегменты шириной 1,5-2 мм с острым кончиком. Цветки расположены на концах веточек в сидячих, уплощённо-сферических, иногда ниспадающих цветочных головках диаметром 25-40 мм с опушёнными, красновато-коричневыми, яйцевидными обволакивающими прицветниками. Цветки опушённые, кремово-розовые, бледно-розовые или белые с розовым оттенком до 15 мм в длину. Цветёт с августа по ноябрь. Плод — опушённый орех, сросшийся с другими в форме плоско-сферической или конической плодовой головки диаметром 20-25 мм.

## Таксономия
Впервые этот вид был описан в 1810 году Робертом Броуном в Transactions of the Linnean Society.

## Распространение и местообитание
Эндемик Западной Австралии. Растёт в лесах, кустарниках и эвкалиптовых пустошах и широко распространён в биогеографических регионах Эйвон-Уитбелт, равнины Эсперанс, песчаные равнины Джеральдон, лес Ярра, Малле и прибрежная равнина Суон на юго-западе Западной Австралии.

## Охранный статус
Isopogon teretifolius классифицирован Министерством парков и дикой природы правительства Западной Австралии как «не находящийся под угрозой исчезновения». Международный союз охраны природы классифицирует природоохранный статус вида как «уязвимый».